# Трасімед
Трасімед, також Фрасімед (грец. Θρασυμήδης) — онук Клімена, син Нестора, який разом з батьком повернувся з-під Трої. Павсаній згадує про могилу Трасімеда біля Пілосу.